# HMS Bazely (K311)
«Бейзлі» (англ. HMS Bazely (K311) — військовий корабель, фрегат типу «Кептен» підтипу «Евартс» Королівського військово-морського флоту Великої Британії за часів Другої світової війни.

## Історія створення
Фрегат «Бейзлі» був закладений 5 квітня 1942 року на верфі американської компанії Boston Navy Yard у Бостоні, як ескортний міноносець типу «Евартс». 27 червня 1942 року він був спущений на воду, а 18 лютого 1943 року переданий до Королівських ВМС Великої Британії, де за тиждень увійшов до бойового складу флоту.

## Історія служби
25 листопада 1943 року в Північній Атлантиці північно-східніше Азорських островів британські фрегати «Бейзлі» й «Блеквуд» затопили глибинними бомбами німецький підводний човен U-600 з усіма 54 членами екіпажу.
21 квітня 1945 року «Бейзлі» у взаємодії з «Бентінк» і «Друрі» потопив другий підводний човен противника, U-636.